# Důl Wannieck
Důl Wannieck, v minulosti nazýván také Generál Svoboda nebo Nejedlý II, popř. počeštěně důl Vaněk, byl černouhelný hlubinný důl v katastrálním území Kamenné Žehrovice. Důl byl vybudován Pražskou železářskou společností (dále PŽS) v letech 1912 až 1916.

## Historie
Původně měla nová jáma, o jejímž vybudování bylo PŽS rozhodnuto v roce 1909, sloužit jako hlavní výdušná jáma pro důl Schöller. Před hloubením byl proveden hlubinný vrt a od dolu Schöller vyražen překop, kterým byla při hloubení odváděna z jámy důlní voda. Dřevěná hloubicí věž byla postavena v roce 1910. Přípravné práce vedl Ing. Augustin Brož, provozní inženýr dolu Jan v Libušíně a pozdější ředitel společnosti PŽS. Hloubení bylo zahájeno 24. prosince 1912, v červnu 1913 v hloubce 347,8 m byla nafárána sloj o mocnosti čtyři metry. Důl byl dohlouben k 30. srpnu 1914 do konečné hloubky 432,35 m. Jáma měla kruhový profil o průměru 5,46 m s vyztužením betonovými tvárnicemi podle patentu Ing. Neubaera. Náraziště bylo v hloubce 422,4 m a odtud bylo směrováno vytěžené uhlí spojovacím překopem, který byl vyražen v roce 1915, na důl Schöller. Nad jámou byla postavena železná vzpěrová těžní věž. V roce 1916 byl instalován těžní stroj firmy M. A. G. (dříve Breitfeld & Daněk), v severním oddělení byl bubnový a v jižním oddělení těžní stroj s třecím kotoučem systému Koeppe. Oba byly napájeny stejnosměrným proudem, který dodávaly tři měniče Ward-Leonadr-Illgner (dva z nich byly propojeny v soustrojí v jedné ose). Pravidelná těžba byla zahájena v roce 1930. V roce 1938–1939 byl z dolu Theodor v Pcherách převeden elektrický těžní stroj.
Ve dvacátých letech 20. století stavitelé Ladislav Ullmann a Josef Picek přestavěli dílny na koupelny a postavili novou těžní budovu. V šedesátých letech 20. století byla postavena nová kotelna.
Důl byl pojmenován po prezidentu správní rady PŽS Fridrichu Wannieckovi. V roce 1946 byl přejmenován na Důl Generál Svoboda a v roce 1962 na Důl Nejedlý II.
Těžba byla ukončena v roce 1982, část objektů a těžní věž byla zbourána. Jáma byla likvidována v období 1983–1984 nezpevněným zásypem a v roce 2010 byla uzavřena železobetonovým povalem.

## Architektura
Hlavní osu tvořila dříve státní silnice, po jejíž straně byly postaveny dva skoro identické objekty (strojovna a víceúčelové díleny) na půdorysu téměř čtverce s plochou střechou. Budovy byly tvořeny dvěma obdélnými halami s podélnými sedlovými světlíky, které byly vymezeny stupňovitými štíty. Hlavní vstup do dílen byl tvořen sloupovým portikem a u strojovny byl portikus plasticky naznačen, oba vstupy byly otočeny k vrátnici. Obvodové stěny obou objektů měly vysoký řád, kazetové členění ploch a motiv vejcovce na korunní římse a na vnitřní straně světlíků.
V roce 1999 byl podán návrh na prohlášení kulturní památkou bývalého areálu dolu Wannieck, ve kterém byly zahrnuty budovy strojovny těžního stroje, mechanických dílen, skladu, kompresorovny a staré vrátnice. V důsledku poddolování byly objekty značně poškozeny s hrozbou zřícení a proto Ministerstvo kultury České republiky návrh neschválilo.

## Bydlení
V severní části areálu dolu Wanieck byly tři reprezentativní vily. Jedna sloužila pro generálního ředitele.
Těžbou byly v důsledku poddolování zbourány některé domy a také poklesem Turyňského rybníka došlo ke vzniku stejnojmenného obrovského jezera, který se také jinak nazývá Velké Záplavy. V okolí poklesu došlo k likvidaci mnoha domů v obci Srby.
U dolu bylo hornické učiliště, které bylo poddolováno a po přeměně na hotel má šikmé chodby.